# 水の中の逃亡者
「水の中の逃亡者」（みずのなかのとうぼうしゃ）は、SHOW-YAの5枚目のシングル。1987年5月25日に東芝EMI/EASTWORLDから発売された。

## 内容
前作に続き、作詞：秋元康、作曲：筒美京平の布陣で制作。
テレビ朝日系刑事ドラマ『大都会25時』（水曜21時枠刑事ドラマの第1作）主題歌。SHOW-YAの楽曲がテレビドラマ主題歌に使われた唯一の作品。

## 収録曲
全曲作詞：秋元康　作曲：筒美京平　編曲：松下誠
1. 水の中の逃亡者
2. フェルマータ